# 卡利尼夫卡 (沃洛達爾西克-沃林西基區)
50°32′49″N 28°31′15″E / 50.54694°N 28.52083°E
卡利尼夫卡（烏克蘭語：Калинівка），是烏克蘭北部的村莊，隸屬日托米爾州的日托米爾區。該村始建於1893年，面積1平方公里，2001年人口176，人口密度每平方公里176.18人。